# جامعة تولون
جامعة تولون (بالفرنسية: Université de Toulon) هي جامعة فرنسية في مدينة تولون، أُنشئت عام 1968. لها عدة مواقع في تولون، لا غارد/لا فاليت، لا سين سور مير ودراغينيان، بما في ذلك موقعين رئيسيين في لا غارد/لا فاليت وفي بورت ديتالي بوسط تولون.
وتتخصص الجامعة في تدريس العلوم والتكنولوجيا والقانون والاقتصاد والرياضة والعلوم الإنسانية، وتقوم بتدريب حوالي 10.000 طالب في هذه المجالات.

## التاريخ
تم إنشاء المكونات التعليمية الأولى عام 1968 على أرض زراعية تبلغ مساحتها 20 هكتارا. كان هذا العقار، الذي يتكون من نصف غابة ونصف مزرعة عنب، يضم في الأصل قصر شاتو سان ميشيل، المقر الصيفي السابق لأسياد لا غارد في القرن السادس عشر. وقد بيعت هذه المنطقة لمدينة تولون مما جعلها أرض الجامعة.
تم تطوير مكونات جديدة في جميع الإقليم: تولون، فاليتا، دراجوينا، وسان رافائيل. غيرت الجامعة اسمها في عام 2004 وأصبحت جامعة جنوب تولون-فار (USTV). وغيرت اسمها مرة أخرى في عام 2013 لتصبح جامعة تولون.
- 1 سبتمبر 1968: إنشاء جامعة تولون بما في ذلك قسم إدارة الأعمال والإدارة.[7]
- 1969: إنشاء قسم الهندسة الميكانيكية والإنتاج.
- 1970: إنشاء قسمي تقنيات التسويق والهندسة الكهربائية والحوسبة الصناعية.
- 25 يونيو 1970: إنشاء المركز الجامعي في تولون وفار (المرسوم رقم 70-582 المؤرخ 25 يونيو 1970) الذي يضم ثلاث وحدات تعليمية وبحثية.
- 1972: إنشاء التعليم المستمر.
- 1 أكتوبر 1979: تحويل المركز الجامعي بتولون وفار إلى جامعة تولون وفار (المرسوم رقم 79-150 المؤرخ في 22 فبراير 1979).
- 6 مارس 1985: إنشاء اتحاد العلوم الاقتصادية (مجلس الإدارة في 6 مارس 1985).
- 1988: إنشاء قسم الأحياء التطبيقية في (مرسوم 8 أبريل 1988).
- 1991: إنشاء معهد العلوم الهندسية في تولون وفار. إنشاء اتحاد الآداب والعلوم الإنسانية بقطاع اللغات الأجنبية التطبيقية.
- 1992: إنشاء قسم الهندسة الصناعية والصيانة.
- 1994: إنشاء فرع للجامعة الدولية للتكنولوجيا في سانت رافاييل مع افتتاح قسم خدمات الاتصالات والشبكات. إنشاء فرع للجامعة في دراغينيان مع افتتاح قسم إدارة الأعمال والإدارة.
- 1996: إنشاء قسم علوم وتقنيات الأنشطة البدنية والرياضية، وقسم اللغات والآداب والثقافات الأجنبية باللغتين الإنجليزية والإسبانية.
- 1997: إنشاء جامعة العمر الثالث.
- 2000: قسم علوم وتقنيات الأنشطة البدنية والرياضية يصبح وحدة تدريب وبحث. إنشاء حاضنة الأعمال. شهادة الأيزو 9002 لكلية الآداب والتعليم المستمر وعلوم الإدارة. إنشاء قسم علوم الإدارة. إنشاء مدرسة الدكتوراه. افتتاح المركز التكنولوجي .
- 2001: إنشاء الاتحاد الدولي للقانون الاجتماعي.
- 2002: إنشاء المعهد الجامعي المهني إنجيميديا، في تخصص هندسة الإنترنت والوسائط المتعددة، بمبادرة من البروفيسور لوك كونيام.
- 2004: اعتماد جامعة جنوب تولون-فار لنظام ليسانس-ماجستير-دكتوراه بشأن التنسيق الأوروبي للشهادات.
- 2005: مشاركة الجامعة في مجموعات القدرة التنافسية.
- 2008: معهد إنجيميديا يصبح وحدة للتدريب والبحث في مجال علوم المعلومات والاتصال.
- 2009: تقرير إداري بتكليف من وزارة التعليم العالي بشأن الاتجار المزعوم بالشهادات لصالح الطلاب الأجانب في جامعة تولون يستجوب المؤسسة بسبب "تجنيد طلاب أجانب مشكوك فيه". وبحسب ما ورد لاحظ المفتشون العامون المسؤولون عن التحقيق "اختلالات خطيرة في قمة جامعة فار، خاصة في إجراءات قبول الطلاب الأجانب".
- 19 أكتوبر 2009: أوقف وزير التعليم العالي رئيس الجامعة العروسي الوسلاتي ونائبيه بيار سانز دي ألبا وإيف لوكاس عن العمل، للاشتباه في قيامهم بعرقلة التحقيق الإداري في إجراءات قبول الطلاب الأجانب بالجامعة. في سياق قضية الاتجار المزعوم بالشهادات لصالح طلاب من الجنسية الصينية.[8] وفي بداية نوفمبر 2009، استقال العروسي الوسلاتي.
- 2013: جامعة جنوب تولون-فار تصبح جامعة تولون.
- 1 يناير 2014: إنشاء مدرسة المهندسين بجامعة تولون.
- 3 أكتوبر 2014: تم افتتاح الحرم الجامعي الجديد في بورت ديتالي.

### الرؤساء
- بيير بروشيه من 1979 إلى 1982.[9]
- جيرار فبراير من 1982 إلى 1987.[9]
- جان لويس فيرنيه من 1987 إلى 1992.[10]
- فرانسوا ريش من 1992 إلى 1997.[11]
- جان لويس فيرنيه من 1997 إلى 2002.
- برونو رافاز من 2002 إلى 2007.[12]
- العروسي الوسلاتي من 2007 [13] إلى 2009، أُوقف عن العمل [14] لعرقلة التحقيق الإداري في مزاعم الاتجار بالشهادات.[15]
- فيليب تشاميتشيان من 2009 إلى 2011 رئيساً مؤقتاً [16]
- مارك سيلارد [17] من 2011 إلى 2015.
- إيريك بوتين [18] من 2015 إلى 2019.
- كزافييه ليروكس [19] منذ 2 أبريل 2019.

## احصائيات
- 35 هكتارا.

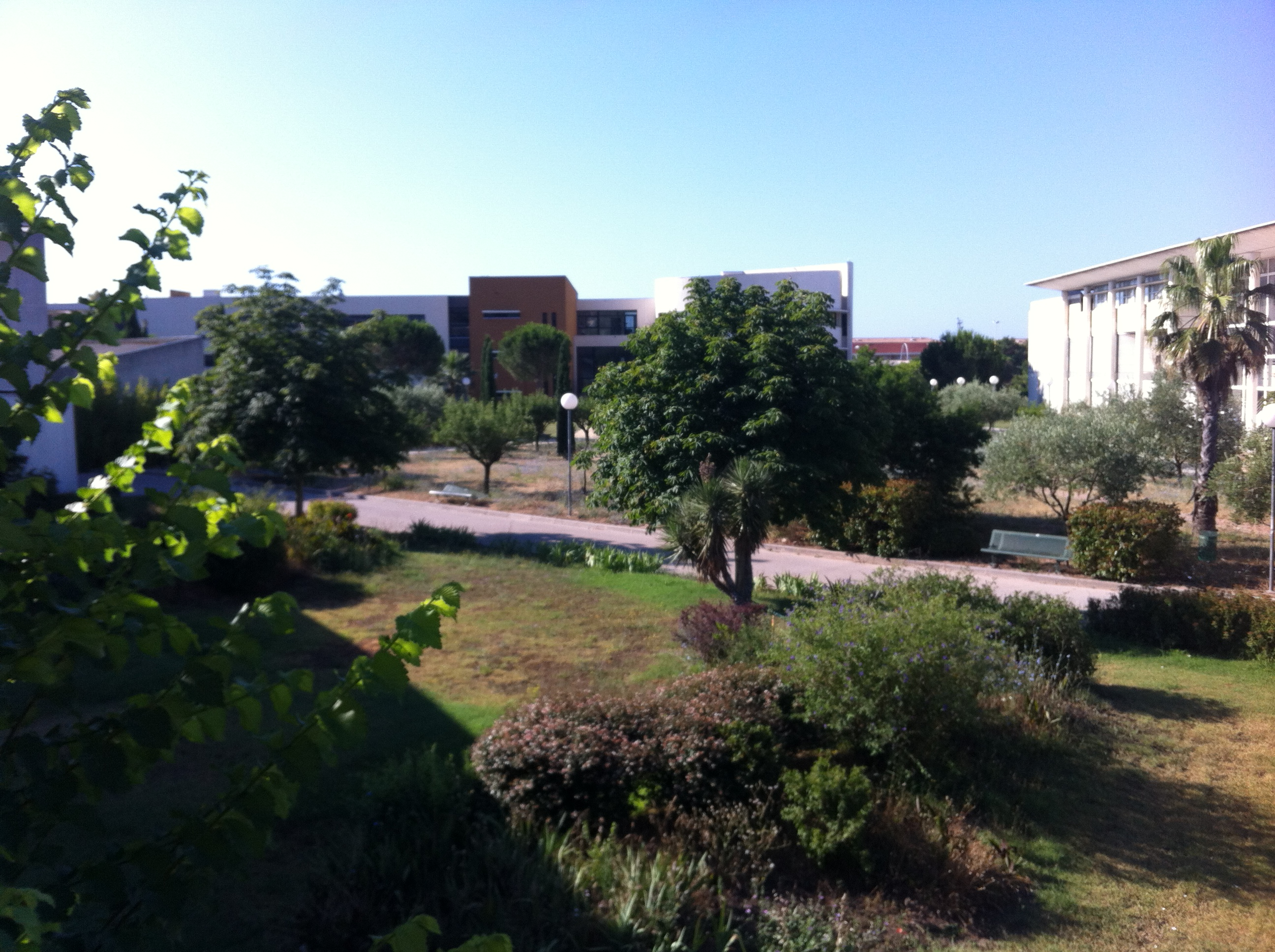
منظر للحرم الجامعي

- 4 مواقع: تولون، لا غارد - لا فاليت دو فار، لا سين سور مير، دراغينيان.
- أكثر من 9000 طالب.[20]
- ما يقرب من 500 منصب تدريسي بما في ذلك 264 باحثًا ومدرسًا باحثًا.
- 1500 خريج سنويا.
- أكثر من 280 وظيفة للمهندسين الإداريين والفنيين والعاملين الخدميين والصحيين.
- 10 مكونات تقدم ما يقرب من 100 دورة تدريبية في 4 مجالات (القانون-الاقتصاد-الإدارة، العلوم-التقنيات-الصحة، الفنون-الآداب-اللغات، العلوم الإنسانية والاجتماعية).
- 15 مختبراً بحثياً: 9 مختبرات في العلوم والتكنولوجيا و6 مختبرات في العلوم الإنسانية والاجتماعية.
- مدرسة دكتوراه واحدة وكلية لدراسات الدكتوراه.
- أكثر من 1200 طالب أجنبي من 84 جنسية.

## الترتيب الدولي
تحتل جامعة تولون المركز 1,308 في تصنيف "شبكة تصنيف الجامعات العالمية لشهر يناير 2017" (المركز 61 بين الجامعات الفرنسية) والذي صنف 12,000 مدرسة وجامعة بناءً على حجم ونوعية منشوراتها الإلكترونية.

## مكونات التدريس

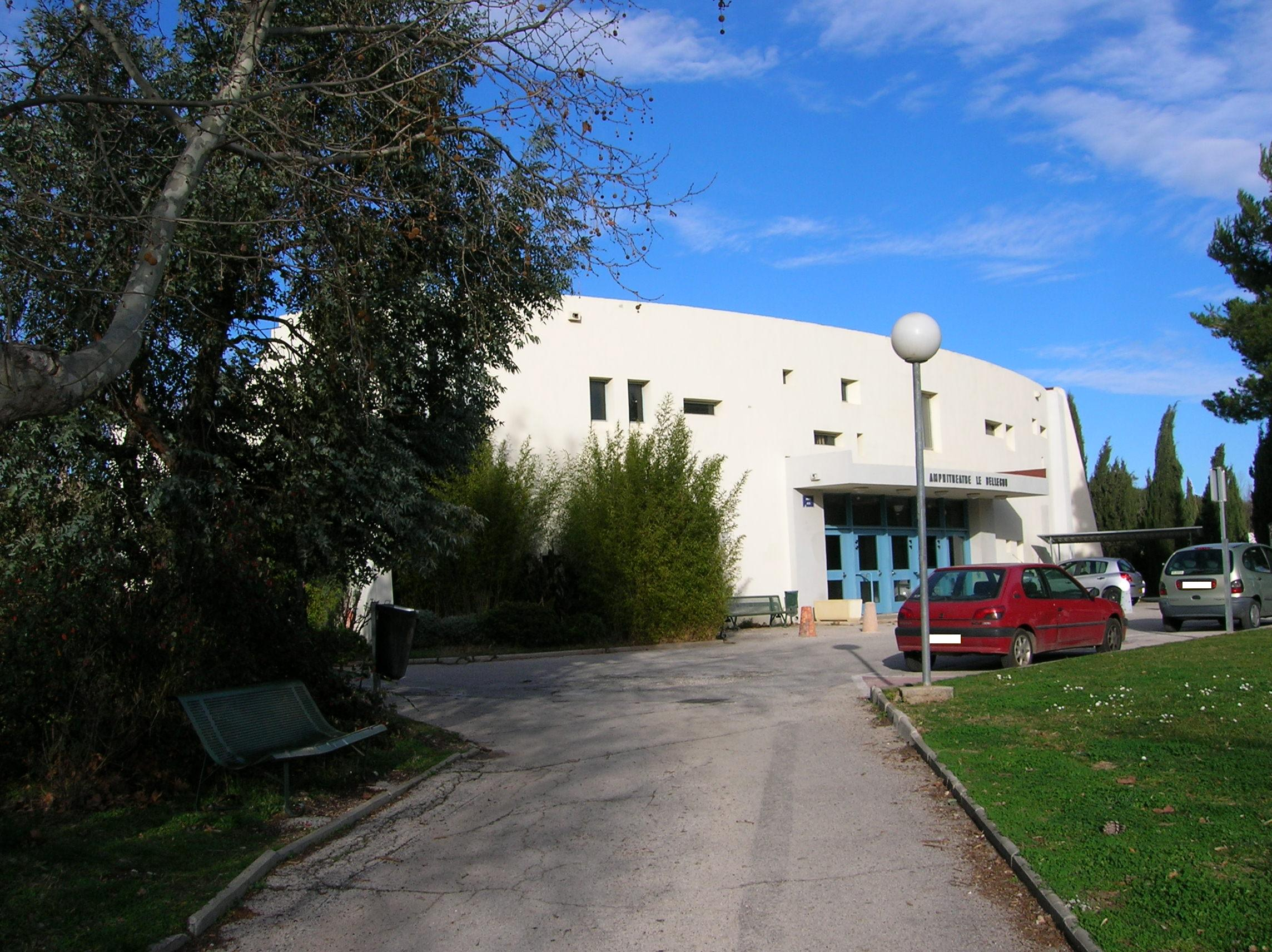
أحد مدرجات الجامعة: "القاعة 400".

يتم تنظيم مكونات التدريس في الجامعة في عدة مؤسسات:

### وحدات التدريب والبحث
- كلية الحقوق في تولون ودراجوينا هي وحدة تدريب وبحث تابعة لجامعة تولون، والتي تستقبل حوالي 1800 طالب. يتم توفير التدريس في تولون، وكذلك في فرع دراجوينا. يتم توفير بعض التدريس كتعليم مستمر. تقع كلية الحقوق بالقرب من الميناء وملعب مايول.
- وحدة التدريب والأبحاث في مجال هندسة الإنترنت والوسائط المتعددة هي وحدة تدريب وبحث في علوم المعلومات والاتصالات داخل جامعة تولون. تم إنشاؤها عام 2002، وتقع في الحرم الجامعي لا غارد. وتقدم التدريب في قطاع تكنولوجيا المعلومات والاتصالات من مستوى باك+3 (الرخصة المهنية) إلى باك+5 (الماجستير).
- وحدة التدريب والأبحاث في العلوم والتقنيات
- وحدة التدريب والأبحاث في علوم وتقنيات الأنشطة البدنية والرياضية
- وحدة التدريب والأبحاث في الاقتصاد والعلوم الإدارية
- وحدة التدريب والأبحاث في الآداب والعلوم الإنسانية

### المعاهد والمدارس
- مدرسة المهندسين بجامعة تولون
- معهد إدارة الأعمال
- التعليم المستمر

### المعهد الجامعي للتكنولوجيا
- معهد جامعة تولون للتكنولوجيا

## البحث

### دكتوراه
- مدرسة الدكتوراه رقم 509 «الحضارات والمجتمعات الأورومتوسطية والمقارنة»

هي مدرسة الدكتوراه الوحيدة الموجودة في حرم جامعة تولون. تتمحور حول موضوع يتماشى مع الإستراتيجية العلمية للجامعة: «الحضارات والمجتمعات الأورومتوسطية والمقارنة». وتغطي جميع مجالات العلوم الإنسانية والاجتماعية الموجودة في الجامعة: القانون، الأدب والعلوم الإنسانية، الاقتصاد، العلوم الإدارية، علوم المعلومات والاتصالات.
- كلية دراسات الدكتوراه

تم إنشاء كلية دراسات الدكتوراه في 8 يوليو 2008، وهي مسؤولة عن تنسيق وتنشيط دراسات الدكتوراه داخل المؤسسة، وضمان التشاور مع مختلف هياكل المؤسسة وكذلك مع المؤسسات الشريكة في جزء من تطوير الموقع سياسة.

### مختبرات البحوث
الرياضيات
- معهد الرياضيات في تولون.

علوم الأرض والكون
- مختبر المسوحات الكهرومغناطيسية للبيئة الأرضية.
- عمليات النقل والتبادل في البيئة.

الفيزياء والعلوم الهندسية - الكيمياء
- واجهات البيئة البحرية للمواد البوليمرية.
- معهد المواد والإلكترونيات الدقيقة وعلوم النانو في بروفانس.

الفيزياء والعلوم الهندسية
- مركز الفيزياء النظرية.

العلوم الإنسانية
- مختبر بابل.
- المعهد المتوسطي لعلوم المعلومات والاتصالات.

العلوم السياسية والقانونية
- مركز جان كلود إسكاراس للقانون المقارن والسياسة.
- مركز الدراسات والبحوث المتعلقة بالتقاضي.

العلوم الاقتصادية وإدارة الأعمال
- مركز إيكس مرسيليا للدراسات والبحوث في مجال الإدارة.
- مختبر الاقتصاد التطبيقي للتنمية.

علوم الحياة والصحة
- مختبر النمذجة الحيوية وهندسة الإعاقة.

علوم وتقنيات المعلومات والاتصالات
- مختبر علوم ونظم المعلومات.

### المنشورات
- مجلة بابل

## الحياة الطلابية
يوجد في الجامعة مبنى «حواء» به غرفة رفع الأثقال. يوجد أيضًا كافتيريا ومطعم جامعي.
تتوفر أيضًا غرف كمبيوتر، بالإضافة إلى مكتبة بها صحف وكل ما يلزم للعروض التقديمية.
يقوم مركز موارد اللغة بالجامعة بتدريب الطلاب اللغات الأجنبية (الإنجليزية أو الإسبانية أو الإيطالية أو الألمانية أو الفرنسية كلغة أجنبية) مجانًا.

### التطور الديموغرافي
| 2000 | 2001 | 2002 | 2003 | 2004 | 2005 | 2006 | 2007 | 2008  | 2009 | 2010 | 2011 | 2012 | 2013 | 2014 | 2015 | 2016 | 2017 | 2018 | 2019  | 2020  | 2021  | 2022  |
| ---- | ---- | ---- | ---- | ---- | ---- | ---- | ---- | ----- | ---- | ---- | ---- | ---- | ---- | ---- | ---- | ---- | ---- | ---- | ----- | ----- | ----- | ----- |
| 9652 | 9549 | 9529 | 9486 | 9593 | 9747 | 9671 | 9457 | 10034 | 9901 | 9122 | 9056 | 8596 | 8507 | 8760 | 9188 | 9439 | 9689 | 9912 | 10605 | 11143 | 11014 | 10360 |

## شخصيات بارزة

### معلمون
- بوريس سيرولنيك، طبيب نفسي عصبي وكاتب
- فاليري جوميز باساك، عضو البرلمان
- فابيان ماتراس، عضو البرلمان
- مارتين ساجارت
- لورانس فانين

### طلاب قدامى
- سنية كريمي، عضو البرلمان
- جان بابتيست ماليت
- سيسيل موشوتي، عضو البرلمان
- العروسي الوسلاتي، الرئيس السابق للجامعة